# غرير ابن مقرض البورمي
غرير ابن مقرض البورمي (الاسم العلمي: Melogale personata)، حيوان لبون من جنس غرير ابن مقرض وفصيلة ابن عرس.
يبلغ طول الرأس والجسم ما بين 35-40 سم (14-16 في) وطول الذيل من 15 إلى 21 سم (5.9-8.3 بوصة) ويزن من 1.5 إلى 3 كجم (3.3-6.6 رطل).